# Rosetta Reitz
Pour les articles homonymes, voir Reitz.
Rosetta Reitz (28 septembre 1924 – 1er novembre 2008) est une féministe américaine et historienne du jazz connue pour avoir lancé un label de musique pour publier les musiques des premières femmes du jazz et du blues.

## Vie et carrière
Reitz est née à Utica, New York le 28 septembre 1924. Elle fréquente l'Université de Buffalo pendant un an, et l'Université de Wisconsin–Madison durant deux ans. Après le collège, elle s'installe à Manhattan et travaille à la librairie Gotham Book Mart, avant d'ouvrir le Four Seasons, une librairie dans le quartier de Greenwich Village , qu'elle exploite de 1947 à 1956. 
Rosetta Reitz occupe de nombreux emplois très variés et dans de nombreux secteurs : professeure d'université, chroniqueuse d'une rubrique alimentation pour The Village Voice, auteure d'un livre sur les champignons, mais elle travaille également dans l'immobilier et est un temps propriétaire d'une maison d'édition de cartes de vœux.
Reitz est l'une l'une des théoriciennes de la deuxième vague féministe dès 1971, avec la publication d'un article dans The Village Voice intitulé "The Liberation of the Yiddishe Mama" et est membre du groupe de féministes radicales new-yorkaises, appelé New York Radical Feminists et cofondatrice de "Older Women's Liberation (OWL). En 1977, elle écrit un livre sur la ménopause (Ménopause: A Positive Approach) qui est l'un des premiers ouvrages à avoir mis l'accent sur la ménopause depuis la perspective des femmes, plutôt que par le biais d'une approche médicale. Reitz remarque que tous les livres qu'elle a lu sur la question de la ménopause traitent le sujet comme un dysfonctionnement. L'écriture du livre a nécessité trois ans et des discussions avec pas moins de 1 000 femmes.
En 1979, elle lance le label Rosetta Records. Elle se met alors à rechercher des morceaux oubliés, généralement auprès de collectionneurs de musique, trouvant des musiques faisant le plus souvent partie domaine public, tout en essayant par ailleurs de déterminer si des droits sont encore attachés à certaines des musiques et que les redevances sont bel et bien payées aux artistes.
Le label Rosetta Records sort des albums de musiciennes du jazz peu ou moins connues, y compris la trompettiste et chanteuse Valaida Snow, pianiste-chanteuse Georgia White, Bessie Brown, Bertha Idaho et Maggie Jones. Elle retrouve également des morceaux oubliés d'artistes plus connus tels que Ida Cox, Ma Rainey, Bessie Smith et Mae West. Le catalogue du label, qui comprend une vingtaine de titres, couvre la période allant des années 1920 aux années 1960, avec une attention particulière pour les reines du Blues des années 1920.
Rosetta Reitz réalise un travail de remasterisation des enregistrements et procède aux recherches sur les artistes, rédige les notes d'accompagnement, inclus d'anciennes photographies et se charge également du design des albums. Les albums sortent au format vinyle, puis, suivant les évolutions techniques, en cassettes audio puis en CD. 
En 1980 et 1981, Reitz organise un hommage aux "Femmes du Jazz" à l'Avery Fisher Hall, dans le cadre du Newport Jazz Festival. Le programme, intitulé "The Blues is a Woman" (le Blues est une femme), présenté par Carmen McRae, proposait des musiques de Adelaide Hall, Big Mama Thornton, Nell Carter et Koko Taylor. 
Reitz a reçu trois récompenses : the Wonder Woman Award en 1982 dans la catégorie "Femmes créant de nouvelles réalités", le Grandmother Winifred en 1994, et le Veteran Feminists of America en 2002.
Elle meurt le 1er novembre 2008 à Manhattan, New York à la suite de problèmes cardio-pulmonaires.

## Galerie

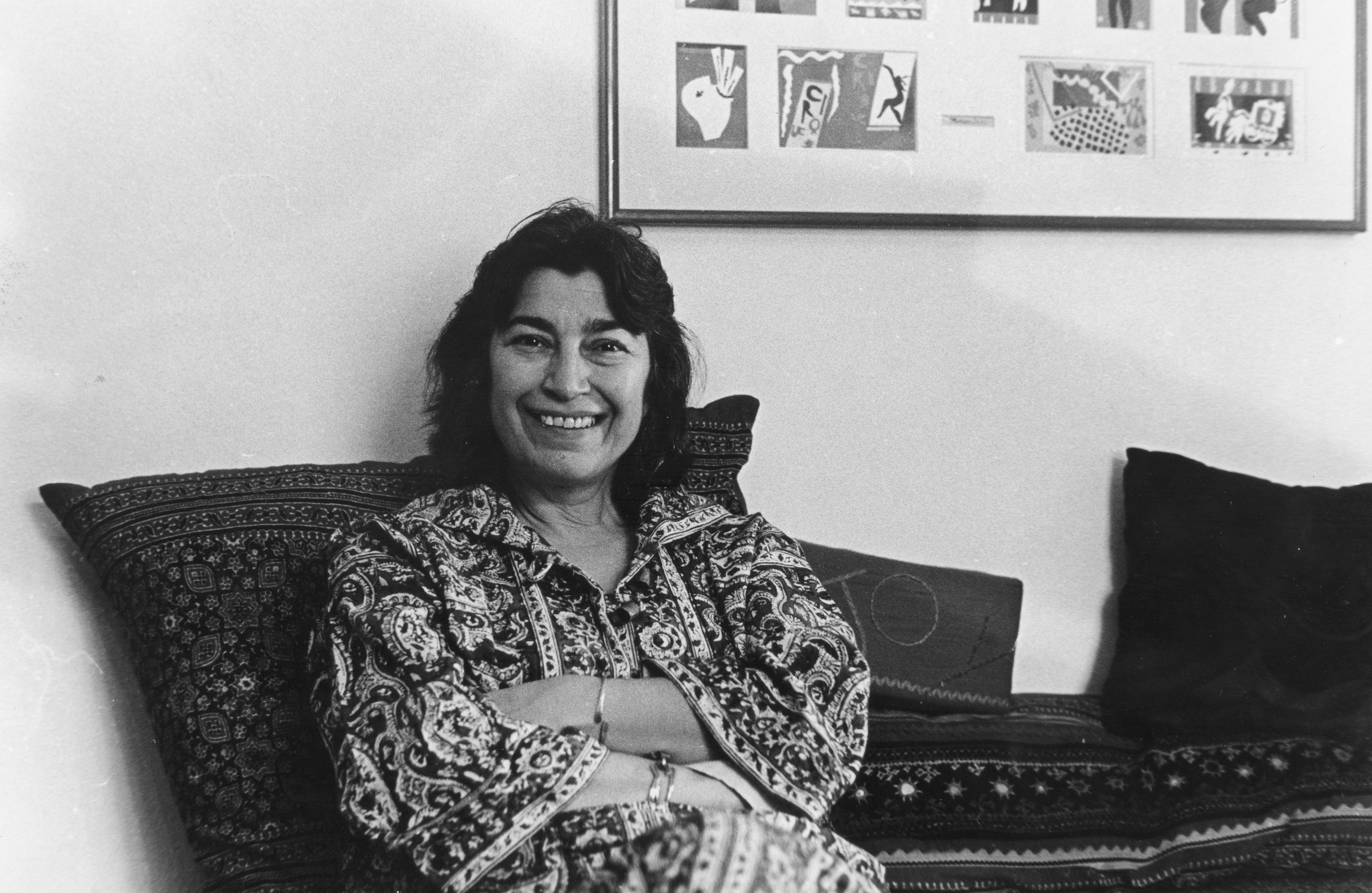
Rosetta Reitz en 1980.
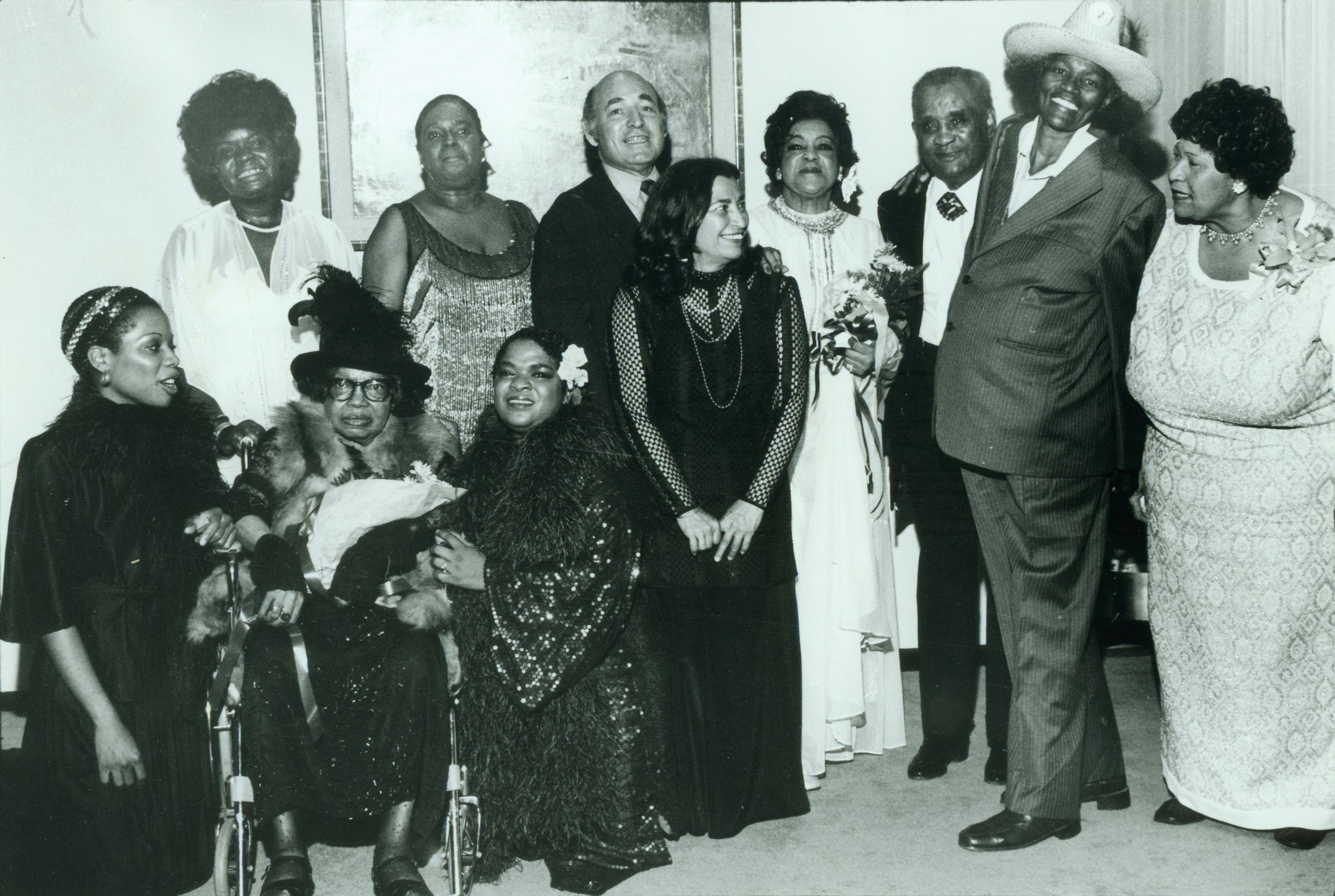
Rosetta Reitz avec les artistes du concert "Blues is a Woman" au Festival de Jazz de Newport; (debout, de gauche à droite): Koko Taylor, Linda Hopkins, George Wein, Rosetta Reitz, Adelaide Hall, Little Brother Montgomery, Big Mama Thornton, Beulah Bryant; (assis, de gauche à droite): Sharon Freeman, Sippie Wallace, Nell Carter